# Vito Saccomandi
Vito Saccomandi (ur. 23 marca 1939 w Teramo, zm. 8 października 1995 w Perugii) – włoski agronom, nauczyciel akademicki i urzędnik państwowy, latach 1990–1991 minister rolnictwa i leśnictwa.

## Życiorys
Absolwent nauk rolniczych na mieszczącym się w Piacenzy wydziale Katolickiego Uniwersytetu Najświętszego Serca w Mediolanie. Specjalizował się później w Neapolu w zakresie ekonomii rolnictwa. Pracował jako badacz w instytucjach krajowych i regionalnych. Od 1973 był urzędnikiem w strukturach Europejskiej Wspólnoty Gospodarczej. W latach 1977–1980 pełnił funkcję szefa gabinetu wiceprzewodniczącego Komisji Europejskiej. W 1980 powrócił do Włoch, został profesorem na Uniwersytecie w Perugii.
W 1988 powołany na dyrektora generalnym w resorcie rolnictwa i leśnictwa. Od lipca 1990 do kwietnia 1991 sprawował urząd ministra rolnictwa i leśnictwa w szóstym rządzie Giulia Andreottiego.
Odznaczony Orderem Zasługi Republiki Włoskiej II klasy (1990).